# 科隆日 (瓦莱州)
科隆日（法語：Collonges，法語發音：[kɔlɔ̃ʒ]）是瑞士瓦莱州的一个市镇，位於該國南部，面積12.21平方公里，海拔高度452米，2011年人口600，八成人口信奉羅馬天主教，人口密度每平方公里49人。

## 外部連結
- Official website （页面存档备份，存于） （法文）